# Рябинник рябинолистный
Рябинник рябинолистный (лат. Sorbaria sorbifolia) — кустарник, типовой вид растений рода Рябинник (Sorbaria) семейства Розовые (Rosaceae).
Видовое название это растение получило за сходство листьев с листьями рябины.

## Ботаническое описание

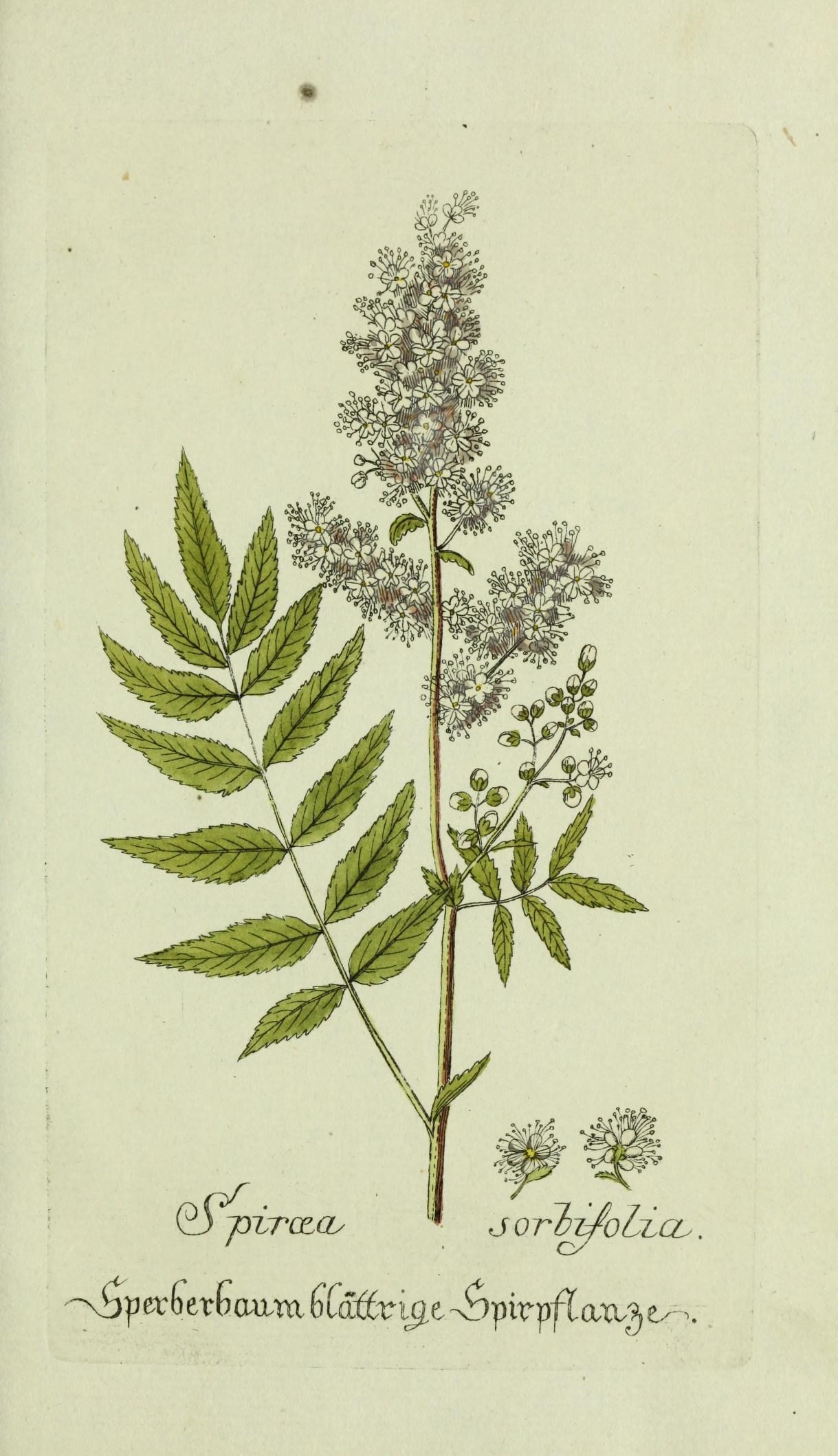

Морозостойкий, быстрорастущий, но требовательный к влажности почвы кустарник с многочисленными сильными прямостоящими побегами с толщиной стебля до 1,5 см, вырастающий в высоту до 2-3 м. Веточки гладкие или слегка опушенные, почки фиолетово-коричневые. Нетребователен к плодородию почв, переносит несильное затенение. Вегетационный период начинается в самом начале весны. Период цветения — июнь-июль. Листопад происходит в октябре. Размножается семенами, корневыми отпрысками, корневыми черенками и одревесневшими черенками побегов. Светолюбив, но выносит умеренное затенение. Неприхотлив, живуч, от стрижки загущается.
Листья голые, сложные, непарноперистые, размером 14-30 см на 5-17см. Имеют 13-23 длиннозаостренных листочка длиной 5-10 см ланцетной или яйцевидноланцетной формы с дваждыпильчатыми краями и с 12-16 парами жилок. Абаксиальная сторона может быть слегка опушена.
Белые слегка желтоватые цветки обладают приятным запахом. Соцветия — пирамидальные метёлки до 25 см длиной. Диаметр цветков 10-12 мм, цветоножки 5-8 мм. Форма слегка опушенных прицветников от яйцевидной до ланцетной, концы заострены, длина 5-10 мм. Лепестки овальные или обратнояйцевидные, 5-7 мм. 40-50 тычинок толщиной 1,5-2 мм имеют такую же длину, как лепестки. Редко опушенные с абаксиальной стороны треугольные чашелистики остаются на плодах. Плодоножки и цветоножки слегка опушены. Гипантий опушен у основания. Гинецей образован пятью плодолистиками.
Цветет в июле — августе в течение 45-55 дней. Семена созревают в августе.

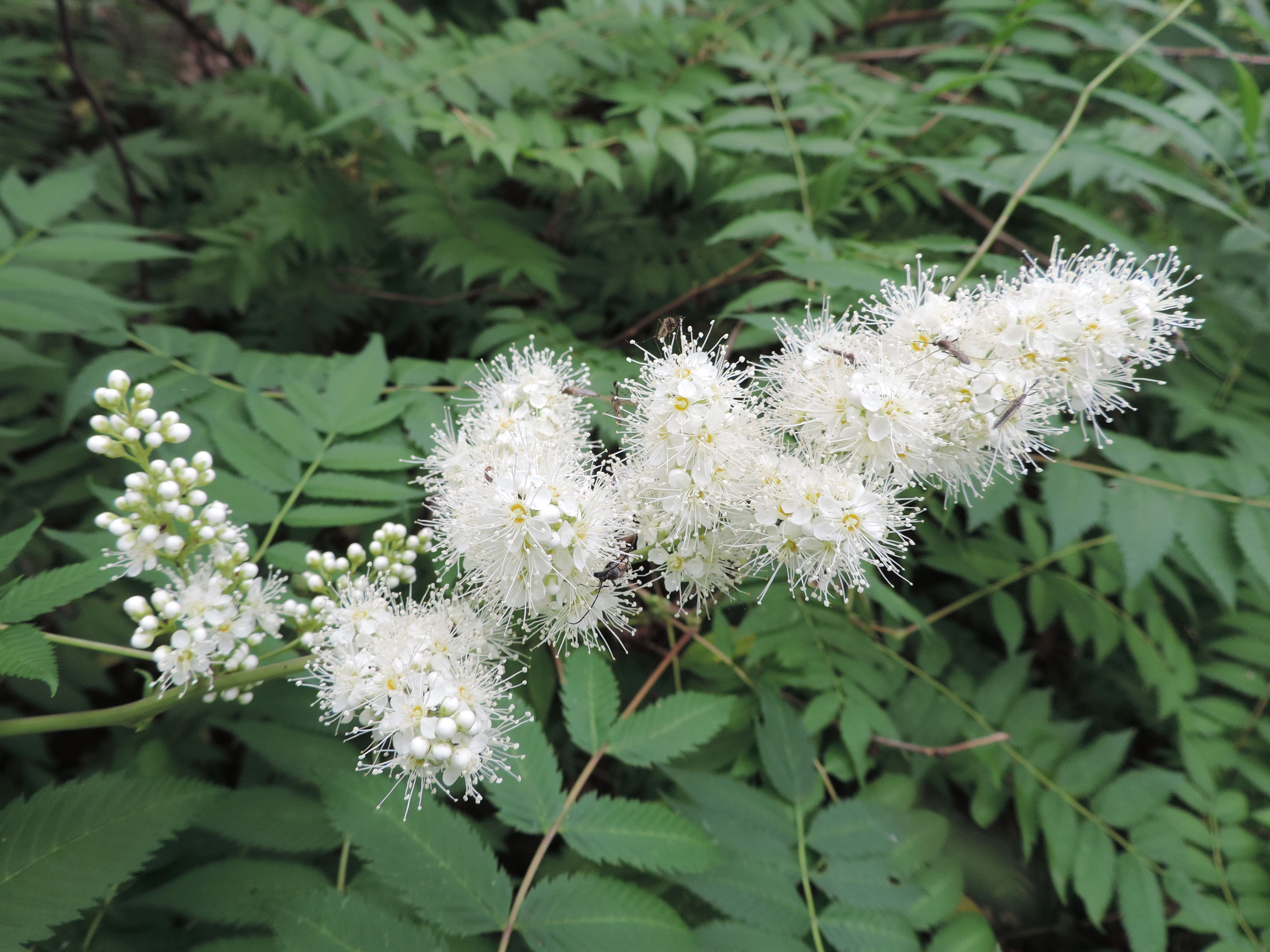
Соцветие
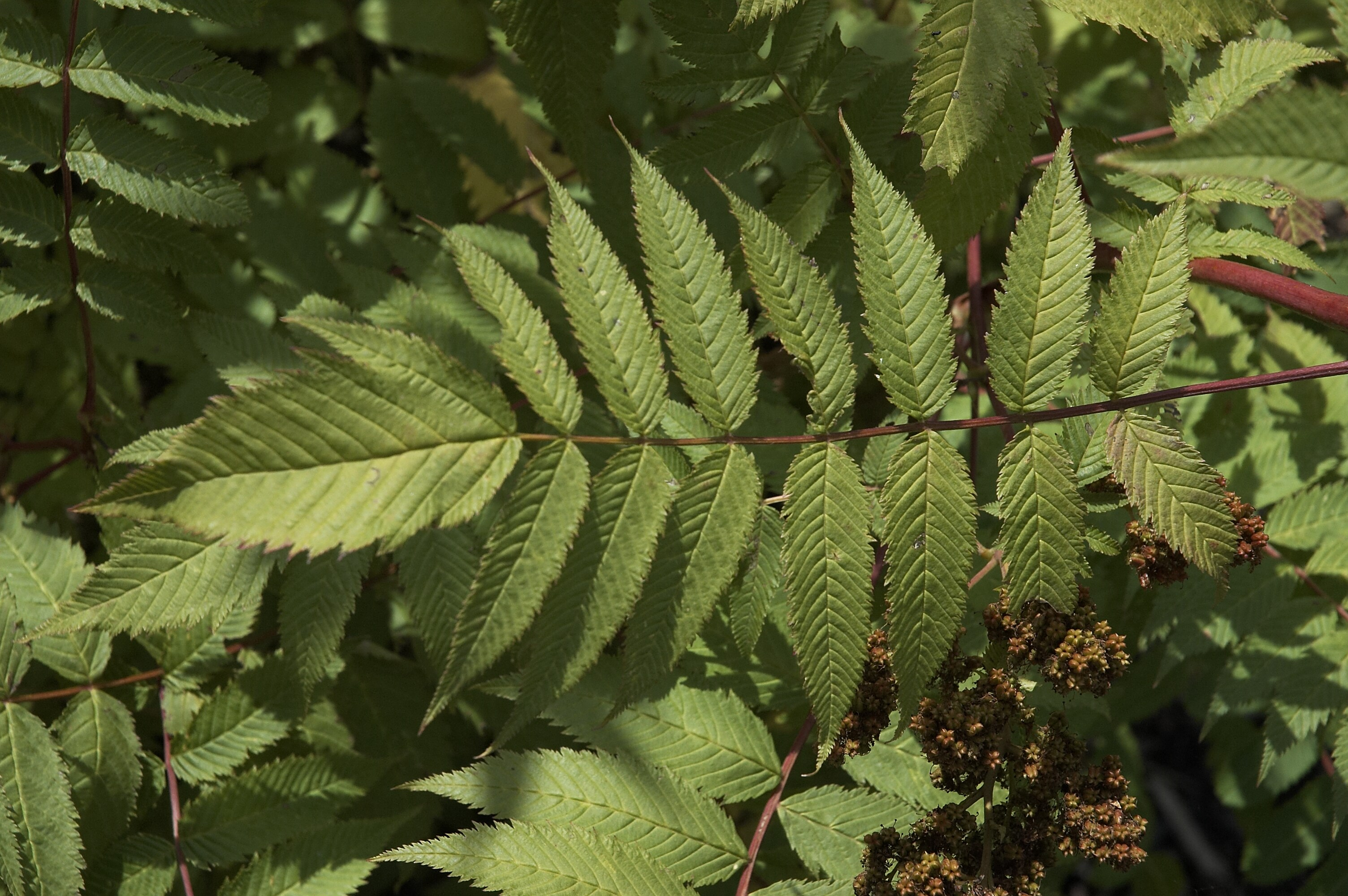
Лист
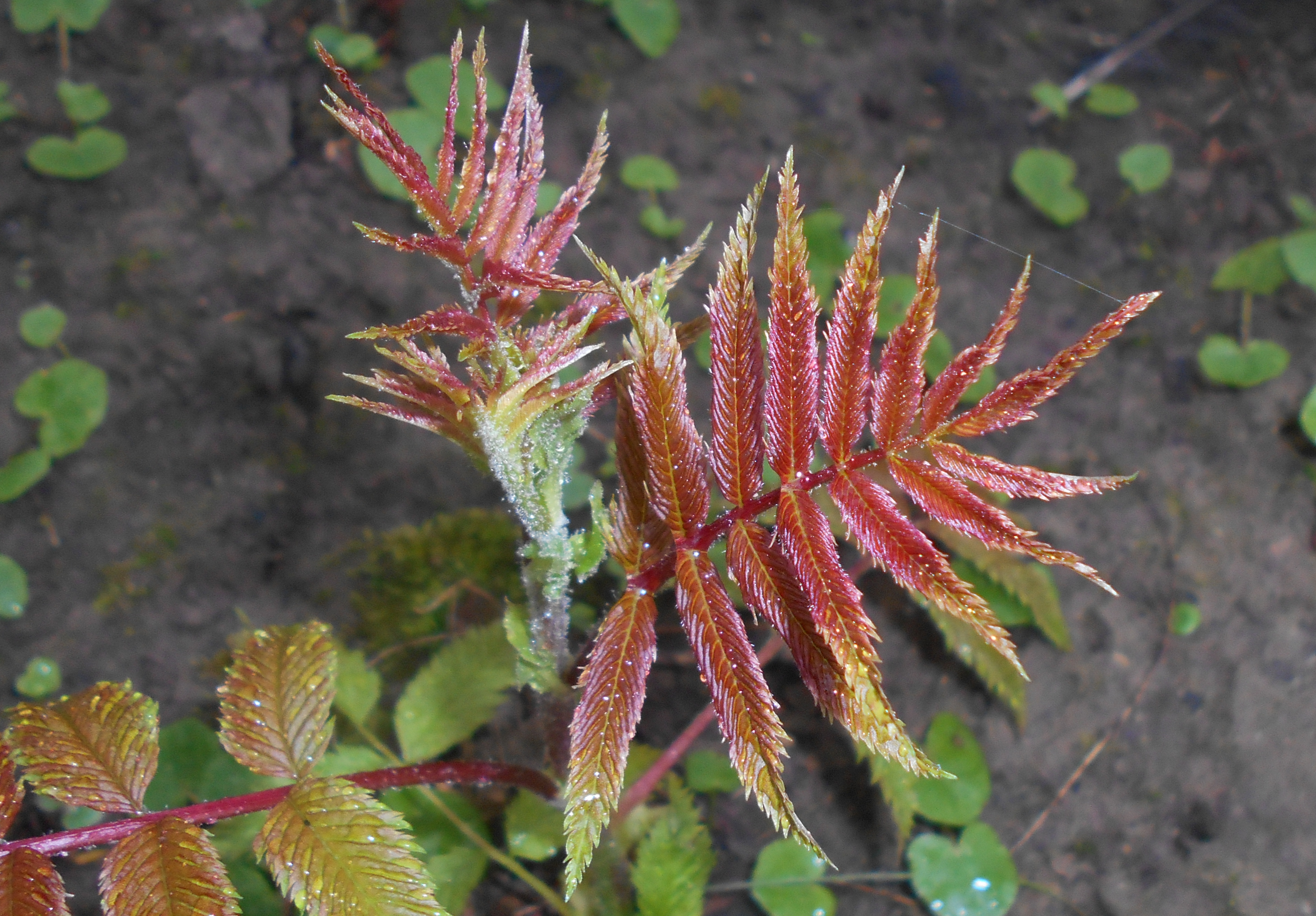
Молодые листья
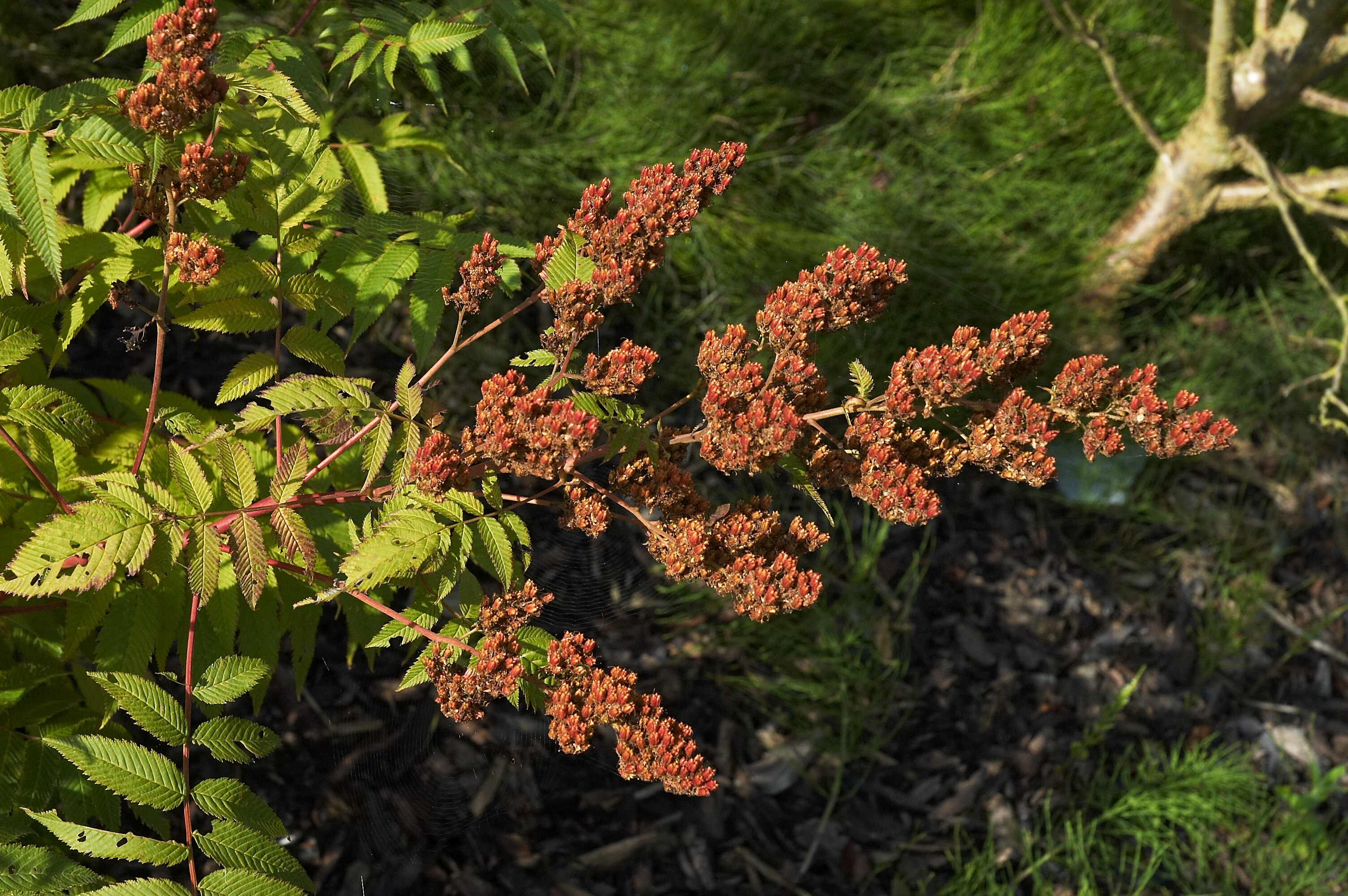
Плоды

Плод — цилиндрическая гладкая листовка на поднятой плодоножке.

## Распространение и экология
Естественный ареал находится в умеренном поясе Азии, захватывая Корею, японские острова Хоккайдо и Хонсю, китайские провинции Хэйлунцзян, Гирин, Ляонин и Внутренняя Монголия, а также север Средней Азии, Южный Урал, Сибирь и Дальний Восток до Сахалина. Интродуцирован, а также культивируется во многих местах Европы и Северной Америки.
Произрастает на неиспользуемых и заброшенных землях, по обочинам дорог, на опушках леса и в разреженных лесах преимущественно на неплодородных песчаных почвах.
На Дальнем Востоке растет группами и зарослями по берегам рек и ручьев, на сыроватых опушках и лесных прогалинах, на кочковатых окраинах лесных болот. Обычен среди прибрежных зарослей ольхи, черемухи, сирени амурской, спиреи иволистной. В горы поднимается до 1000 м над уровнем моря.

## Хозяйственное значение и использование

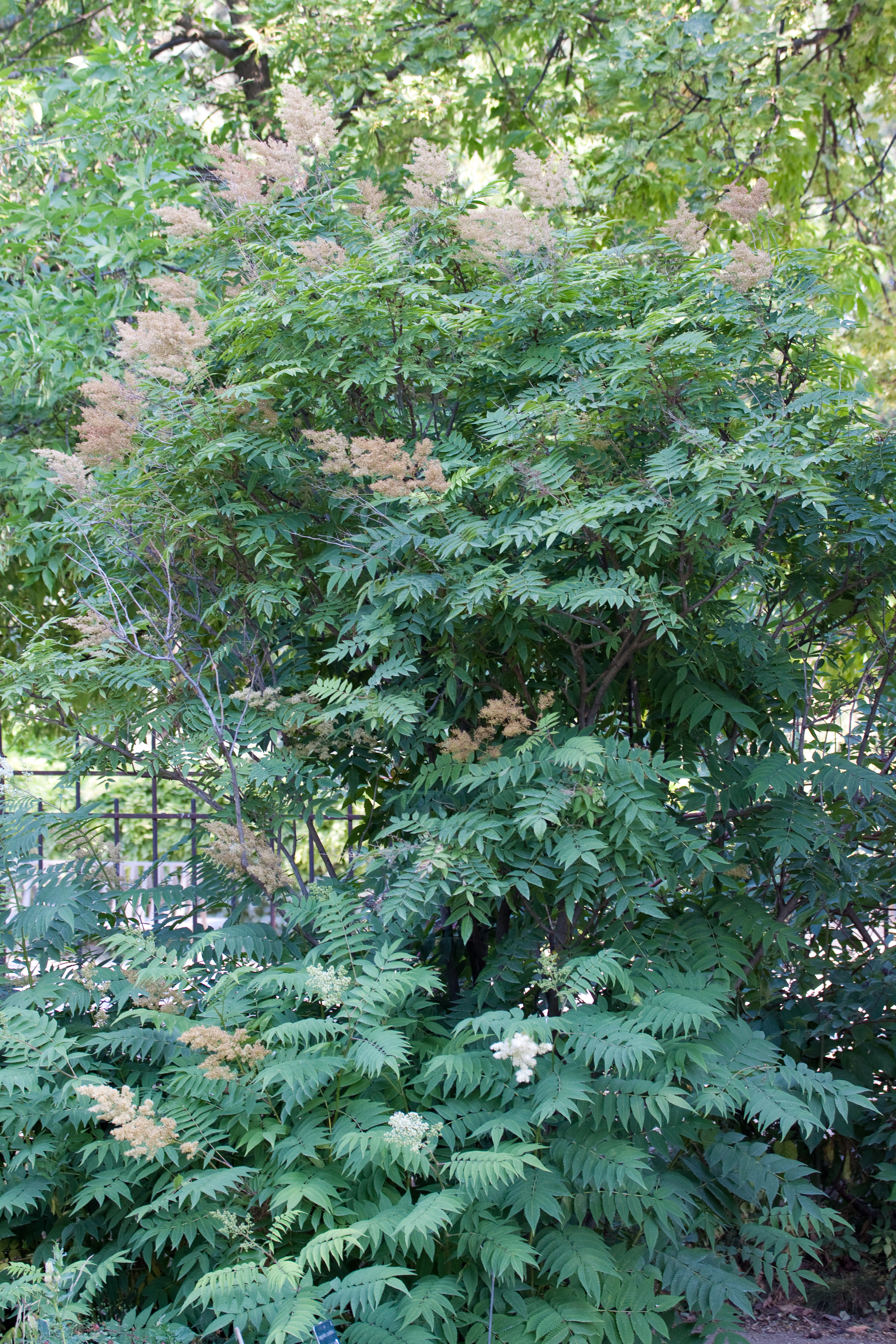
На приусадебном участке

Высаживается для закрепления откосов, склонов и влажных зыбких песчаных почв. Успешно применяется как декоративное растение благодаря ярко-зеленым перистым листьям и крупным изящным приятно пахнущим соцветиям. Неплохо выглядит в групповых посадках, в неформированных живых изгородях, на опушках, под группами деревьев с ажурными кронами. Пригоден для создания защитных полос. Неуместен в бордюрах и на клумбах, так как довольно быстро распространяется корневыми отпрысками.
На Дальнем Востоке второстепенный медонос и пыльценос. Пчёлы хорошо посещают его лишь в годы слабого цветения и нектаровыделения липы. Нектаропродуктивность 100 цветков составляет 43,6 мг сахара, а мёдопродуктивность — 15-35 кг/га. Из-за невысокой нектарной продуктивности существенной роли для пчеловодства не имеет.
Кормовое растение для множества разнообразных жуков и бабочек.

## Классификация

### Таксономия
- Sorbaria sorbifolia  (L.) A.Braun, 1860, Fl. Brandenburg 1: 177

Вид Рябинник рябинолистный включается в род Рябинник (Sorbaria) семейства Розовые (Rosaceae) порядка Розоцветные (Rosales), последовательно входящего в более крупные клады Фабиды → Розиды → Суперрозиды → Эвдикоты → Цветковые растения. Таксономическая схема в соответствии с Системой APG IV по состоянию на июнь 2024 года:
|  |                          |  |                                   |                                   |                   |  | еще 8 семейств | еще 8 семейств |                            |  |                         |  | еще 3 подтвержденных вида и 2 таксона, ожидающих подтверждения | еще 3 подтвержденных вида и 2 таксона, ожидающих подтверждения |  |
|  |                          |  |                                   |                                   |                   |  | еще 8 семейств | еще 8 семейств |                            |  |                         |  | еще 3 подтвержденных вида и 2 таксона, ожидающих подтверждения | еще 3 подтвержденных вида и 2 таксона, ожидающих подтверждения |  |
|  |                          |  |                                   | порядок Розоцветные               |                   |  |                |                | род Рябинник               |  |                         |  |                                                                |                                                                |  |
|  |                          |  |                                   | порядок Розоцветные               |                   |  |                |                | род Рябинник               |  | 3 внутривидовых таксона |  |                                                                |                                                                |  |
|  | клада Цветковые растения |  |                                   |                                   | семейство Розовые |  |                |                | вид Рябинник рябинолистный |  |                         |  |                                                                |                                                                |  |
|  | клада Цветковые растения |  |                                   |                                   |                   |  |                |                |                            |  |                         |  |                                                                |                                                                |  |
|  |                          |  | ещё 63 порядка цветковых растений | ещё 63 порядка цветковых растений |                   |  |                | еще 116 родов  | еще 116 родов              |  |                         |  |                                                                |                                                                |  |
|  |                          |  |                                   | ещё 63 порядка цветковых растений |                   |  |                |                | еще 116 родов              |  |                         |  |                                                                |                                                                |  |

### Внутривидовые таксоны
- Sorbaria sorbifolia var. glandulifolia J.H.Song & S.P.Hong
- Sorbaria sorbifolia var. sorbifolia
- Sorbaria sorbifolia var. stellipila Maxim.

### Синонимы
- Basilima sorbifolia (L.) Raf.
- Basilima sorbifolia (L.) Raf.
- Schizonotus sorbifolius (L.) Lindl. ex Steud.
- Sorbaria sorbifolia var. typica C.K.Schneid.
- Spiraea sorbifolia L.basionym